# Соглашение о процентах

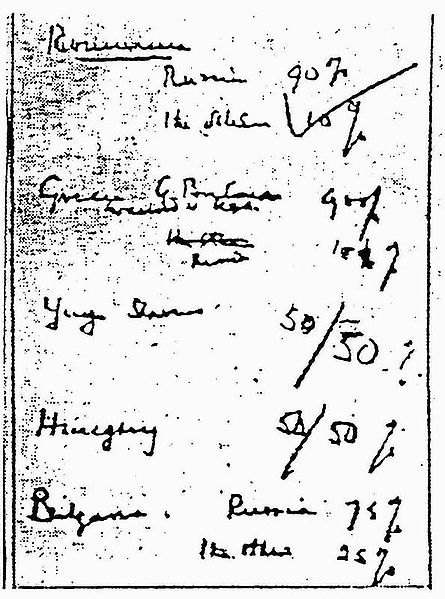
Копия соглашения из архивов Черчилля

«Соглашение о процентах» (иногда «проект по договоренности о сферах влияния в Европе») — договорённость о разделе Юго-Восточной Европы на сферы влияния, которая была достигнута И. В. Сталиным и У. Черчиллем на исходе Второй мировой войны.
О договорённости стало известно из мемуаров Черчилля. Ключевая беседа состоялась 9 октября 1944 года во время московских переговоров союзников:

Создалась деловая атмосфера, и я заявил: «Давайте урегулируем наши дела на Балканах. Ваши армии находятся в Румынии и Болгарии. У нас есть там интересы, миссии и агенты. Не будем ссориться из-за пустяков. Что касается Англии и России, согласны ли вы на то, чтобы занимать преобладающее положение на 90 процентов в Румынии, на то, чтобы мы занимали также преобладающее положение на 90 процентов в Греции и пополам — в Югославии?» Пока это переводилось, я взял пол-листа бумаги и написал:
-   - «Румыния:
    - Россия — 90 процентов
    - Другие — 10 процентов

  - Греция:
    - Великобритания (в согласии с США) — 90 процентов
    - Россия — 10 процентов

  - Югославия — 50/50 процентов
  - Венгрия — 50/50 процентов
  - Болгария:
    - Россия — 75 процентов
    - Другие — 25 процентов».

Я передал этот листок Сталину, который к этому времени уже выслушал перевод. Наступила небольшая пауза. Затем он взял синий карандаш и, поставив на листке большую птичку, вернул его мне. <…> Исписанный карандашом листок бумаги лежал в центре стола.
Наконец я сказал:

«Не покажется ли несколько циничным, что мы решили эти вопросы, имеющие жизненно важное значение для миллионов людей, как бы экспромтом? Давайте сожжём эту бумажку».

«Нет, оставьте её себе», — сказал Сталин.

— Мемуары У. Черчилля
Практически слово в слово пересказывает этот разговор в своих мемуарах советский переводчик В. М. Бережков. Если верить мемуаристам, судьба послевоенной Европы решалась без участия США, хотя на московских переговорах присутствовал американский спецпосланник Аверелл Гарриман.
Существует также более полная запись беседы, сделанная советской стороной. Согласно этой записи, Сталин возражал против двадцатипятипроцентной доли союзников в Болгарии. Тогда Черчилль предложил провести по этому поводу на следующий день переговоры между министрами иностранных дел В. М. Молотовым и Энтони Иденом. Эти переговоры велись в течение двух дней: Молотов запрашивал повышение советской доли в Венгрии до 75 %, а в Болгарии — до 90 %. В итоге процент советского влияния в Болгарии и Венгрии был повышен до 80 %. При этом в документах, составленных по итогам Московской конференции, всякое упоминание о сферах влияния отсутствует.
Американский дипломат Генри Киссинджер пишет, что влияние ещё никогда до этого не определялось в процентах, так как коэффициента «податливости» не существовало. Влияние, прежде всего, определялось наличием соперничающих сил в регионе — таким образом Югославия получала свободу действий, так как находилась в советской оккупации малый срок, все же другие страны, которые были поделены в процентном соотношении Черчиллем и Сталиным (кроме Греции, в которой находились британские войска), независимо от процентов на бумаге, становились, де-факто, государствами-сателлитами СССР.
Соглашение о процентах часто приводят в качестве иллюстрации цинизма вершителей международной политики середины XX века. Даже если такое соглашение было достигнуто, оно не было реализовано в первоначальном варианте. По окончании Второй мировой войны Венгрия, Болгария и Румыния попали в сферу влияния СССР, Югославия после кратковременного союза с СССР начала сопротивляться росту советского влияния и перешла к политики неприсоединения при дружественных отношениях с США, а Греция, пройдя через гражданскую войну между коммунистами и их противниками, оказалась под влиянием США.
Бумага, о которой упоминает Черчилль, неоднократно публиковалась в сборниках документов, ныне хранится в британском архиве (Public Record Office, PREM 3/66/7).